# بردگوری سرمور
بردگوری سرمور در شهرستان اردل، بخش مرکزی، روستای سرمور واقع شده و این اثر در تاریخ ۲۴ فروردین ۱۳۸۲ با شمارهٔ ثبت ۸۱۸۹ به‌عنوان یکی از آثار ملی ایران به ثبت رسیده است.